# Maerua aethiopica
Maerua aethiopica är en kaprisväxtart som först beskrevs av Fenzl., och fick sitt nu gällande namn av Daniel Oliver. Maerua aethiopica ingår i släktet Maerua och familjen kaprisväxter. Inga underarter finns listade i Catalogue of Life.